# Sisymbrium officinale
Sisymbrium officinale là một loài thực vật có hoa trong họ Cải. Loài này được (L.) Scop. miêu tả khoa học đầu tiên năm 1772.